# District d'Akaiwa

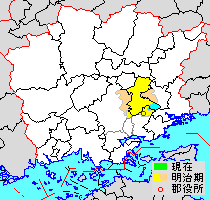
Carte présentant la préfecture d'Okayama

Akaiwa (赤磐郡, Akaiwa-gun)) était un district situé dans la préfecture d'Okayama au  Japon.

## Géographie
Monori est un village sous l'autorité du district.

### Démographie
En 2004, la population estimée du district d'Akaiwa s'élevait à 14 945 habitants, répartis sur une superficie de 41,78 km2.

## Histoire
Le district d'Akaiwa est fondé, le 1er avril 1900, par la fusion des districts d'Akasaka et Iwanashi. Le 7 mars 2005, les villes d'Akasaka, Kumayama, San'yō, et Yoshii fusionnent pour former la ville d'Akaiwa. Le 22 janvier 2007, la ville de Seto fusionne avec la ville d'Okayama et le district d'Akaiwa est dissous.